# Leucophenga subacutipennis
Leucophenga subacutipennis är en tvåvingeart som beskrevs av Oswald Duda 1924. Leucophenga subacutipennis ingår i släktet Leucophenga och familjen daggflugor. Inga underarter finns listade i Catalogue of Life.